# Warka
Warka é um município da Polônia, na voivodia da Mazóvia e no condado de Grójec. Estende-se por uma área de 26,8 km², com 11 894 habitantes, segundo os censos de 2017, com uma densidade de 444,3 hab/km².
Warka foi elevada à categoria de cidade em 1321. É o local de infância do general Kazimierz Pulaski (4 de março de 1745), e é também famosa por sua Cervejaria Warka (desde 1478).

## Pessoas famosas
- Kazimierz Pulaski
- Piotr Wysocki